# Корисні копалини Криму

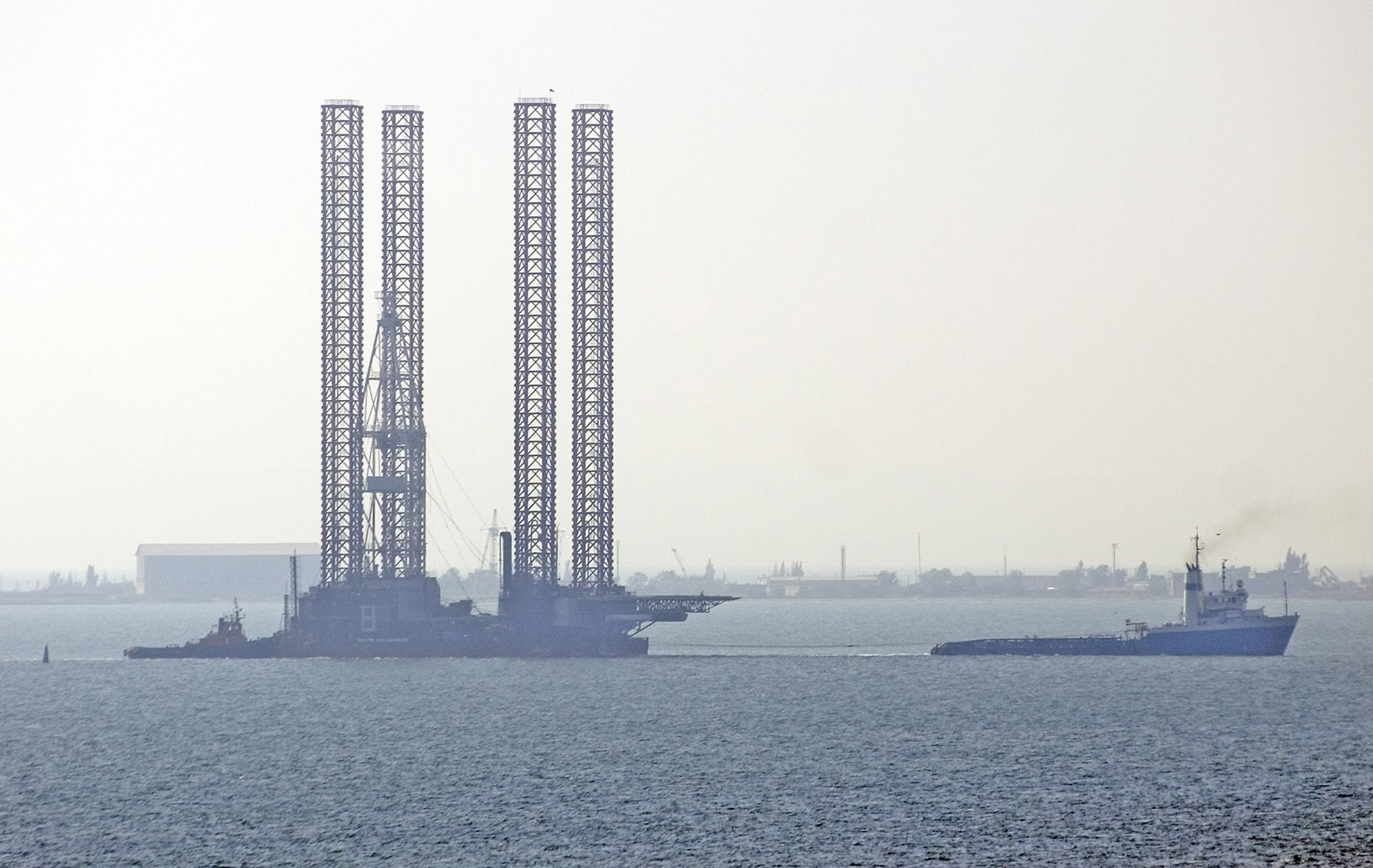

У надрах Кримського півострова містяться промислові родовища багатьох корисних копалин, але найбільше значення мають залізні руди, родовища будівельних і флюсових вапняків, соляні багатства Сиваша і озер, а також родовища природного газу в рівнинному Криму та в Каркінітській затоці.

## Залізні руди Криму
Залізні руди Керченського залізорудного басейну, що є частиною великої Азово-Чорноморської залізорудної провінції, утворилися в другій половині неогенового періоду, в так звану кімерійську добу, яка почалася приблизно 5 млн років тому і тривала не менше 1,5-2 млн років. Переважаюча частина руд характеризується оолітовою текстурою. Запаси залізних руд басейну становлять 1,8 млрд т. Діаметр оолітів (бобовин) коливається від часток міліметрів до 4-5 мм і більше. Вони скріплені піщано-глинистим цементом. У післякімерійський час, рудні поклади піддавалися сильному розмиву. Збереглися вони тільки в глибоких синклінальних складках (мульдах), так як були прикриті пізнішими піщано-глинистими породами. На Керченському півострові відомо дев'ять таких великих залізорудних мульд. Внаслідок різних швидкостей неотектонічних рухів рудні поклади нині знаходяться на неоднаковій глибині: подекуди вони виходять на поверхню, у ряді місць залягають на глибині 30-70 м, а в районі Акташського озера вони виявлені на глибині 250 м. Середня товщина рудних пластів становить 9-12 м, максимальна — 27,4 м, а вміст заліза в рудах коливається від 33 до 40%. У цілому за вмістом заліза руди бідні, але неглибоке їх залягання, що дозволяє добувати відкритим способом (кар'єрами), високий (1-2%) вміст у них марганцю в значній мірі компенсує цей недолік.
Хімічний склад керченських руд досить строкатий. Крім заліза і марганцю у них міститься ванадій, фосфор, сірка, кальцій, арсен і ряд інших елементів. Присадка ванадію надає сталі високу міцність і в'язкість. Фосфор, вміст якого в руді 1%, додає крихкість металу, тому при плавці сталі домагаються повного переведення його в шлак. Фосфористі шлаки використовують для виготовлення добрив, які з успіхом замінюють суперфосфат. Сірка (0,15%) і арсен (0,11%) належать до числа шкідливих домішок у керченських рудах, але мала кількість їх суттєво не відбивається на якості металу. Серед керченських залізних руд виділяють три основних типи: тютюнові, коричневі й ікряні руди.
- Тютюнові руди — названі так через темно-зелений колір, міцні і залягають досить глибоко. На їх частку припадає 70% розвіданих запасів.

- Коричневі руди залягають на тютюнових, та утворилися з них у результаті їх вивітрювання. За зовнішнім виглядом вони нагадують буро-коричневу глину.

- Ікряні руди — за будовою нагадують зернисту ікру, містять досить багато (іноді 4-6%) окислів марганцю, які надають руді чорний і коричнево-чорний колір. У зв'язку з цим ці руди відносять до марганцево-залізистих.

## Нерудні корисні копалини
З нерудних корисних копалин важливе економічне значення в Криму мають різні види вапняків, які застосовують як природні будівельні матеріали, флюсів, хімічної сировини. У Криму зосереджено близько 24% запасів будівельних вапняків України. Їх розробляють більш ніж у ста кар'єрах, загальна площа яких становить 13 тис.га (0,5% площі півострова). Серед будівельних вапняків розрізняють насамперед за фізико-технічними властивостями кілька різновидів.
- Мармуровидні вапняки — використовують у дорожньому будівництві як заповнювач бетону. Поліровані плити з них застосовують для внутрішньої обробки будівель, а різнобарвну крихту — для мозаїчних виробів. Вапняки часто мають ніжний червонуватий або кремоватого колір з гарним малюнком по тріщинах білого кальциту. Особливий колорит їм додають і оригінальні контури раковин молюсків, коралів. З усіх різновидів вапняків Криму хімічно вони найбільш чисті. Мармуровидні верхньоюрські вапняки тягнуться переривчастою смугою від Балаклави до Феодосії, утворюючи верхні горизонти Головної гряди Кримських гір. Видобувають їх у Балаклаві, с. Гаспри, с. Мраморного, а також на горі Агармиш (біля Старого Криму). Видобуток їх у курортних зонах порушує ґрунтово- та водоохоронні, санітарно-гігієнічні та естетичні властивості ландшафтів.
- Мшанкові вапняки — складаються з скелетів найдрібніших колоніальних морських організмів — моховинок, що жили тут в самому кінці крейдяного періоду. Ці вапняки відомі в Криму під назвою інкерманського, або бодракского каменю. Вони легко пиляються, а по міцності близькі до червоної цегли. Їх застосовують для виготовлення стінових блоків, облицювальних плит, архітектурних деталей. З них побудована більшість будинків Севастополя, багато будівель в Сімферополі і в інших населених пунктах Криму та за його межами. Родовища мшанкових вапняків зосереджені у Внутрішній гряді передгір'я на ділянці від м. Інкерман до р. Альми.
- Нумулітові вапняки -складаються з раковин найпростіших організмів (по-грецьки «нуммулюс»-монета), що мешкали в морі в еоценову епоху палеогенового періоду. Вапняки застосовують як стінового і бутового каменю, а також для випалу вапна. Вони утворюють гребінь Внутрішньої гряди Кримських гір майже на всьому її протязі. Видобувають їх в основному в районі Сімферополя і Білогірська.
- Вапняки черепашники — складаються з зацементованих цільних і роздроблених раковин молюсків. Утворилися вони в прибережних зонах сарматського, меотійського і понтійського морів, що існували на місці передгірного і рівнинного Криму в неогенових період. Це легкі, пористі (пористість до 50%) породи, вони придатні для отримання дрібних стінових блоків. Жовті понтичні черепашники видобувають в районі Євпаторії, с. Октябрьске і в багатьох інших місцях рівнинного Криму. При цьому, не завжди раціонально витрачаються і оптимально рекультивуються використовувані земельні ресурси. При видобутку вапняків утворюється багато крихти (тирси), які зараз нерідко з успіхом використовують як заповнювач в високоміцних залізобетонних конструкціях.
- Флюсові вапняки — застосовують у чорній металургії. Вони повинні бути високої якості, містити не менше 50% оксиду кальцію, а нерозчинного залишку не більше 4%. Важливий вміст хоча б невеликого (3-4%) кількості оксиду магнію. Цим вимогам на півострові найбільшою мірою задовольняють мармуровидні вапняки з родовищ околиць Балаклави і гори Агармиш. Балаклавське рудоуправління поставляє флюси на більшість металургійних заводів України. Для офлюсовання агломерату на Камиш-Бурунському комбінаті виявилося більш вигідним використання місцевих хімічно придатних сарматських, меотіческій і понтических вапняків-черепашників. В даний час для цих цілей видобувають понтичний вапняк Іванівського родовища.

Комплексне хімічне використання соляних скарбів Сивашу і озер, потребувало різкого збільшення виробництва вапна. Для цих цілей найбільшою мірою придатне відкрите в районі смт.Первомайськ родовище доломітізованних вапняків і доломіту — мінералу, що складається з карбонатів кальцію і магнію.
Попит на видобуток вапняків великий, а тому необхідно більш раціональне їх використання та рекультивація земель.
Мергелі — це осадові породи білого, сірого і зеленуватого кольору, що складаються із суміші приблизно в рівних частках карбонатних і глинистих частинок. Утворилися вони в морях позднемелового і в еоценову епоху палеогенового періоду. Найбільш широко вони поширені в передгір'ї. Мергелі — цінна сировина для виробництва портландцементу. Найкращі різновиди еоценових мергелів знаходяться в районі Бахчисарая. Їх розробляє комбінат будівельних матеріалів, що виріс на базі міжколгоспного цементного заводу. Запаси мергелів в Криму великі.
Серед корисних копалин в Криму спостерігається найбільше нагромадження Мармуровидних вапняків та вапняків черепашників.

## Мінеральні солі Сиваша і соляних озер Криму
Мінеральні солі Сиваша і соляних озер Криму — важлива сировинна база хімічної промисловості країни. Завдяки сприятливим природним умовам в лагуні Азовського моря, у Сиваші і в соляних озерах утворюється концентрований розсіл — ропа. Вміст солі в ній досягає 12-15%, а в ряді місць і 25%. Середня солоність океанських вод (для порівняння) становить близько 3,5%. Вчені встановили, що з вод морів і океанів в даний час можна витягти не менше 44 хімічних елементів. У ропі ж в найбільшій кількості містяться солі натрію, магнію, брому, калію, кальцію та ін
Соляні багатства Криму використовують з незапам'ятних часів.
Однак майже до кінця 20-х років XX століття тут добували тільки кухонну сіль. Її розвозили по Росії спочатку чумаки на волах, а з 1876 р. — залізницею. Наприкінці XIX в. близько 40% виробленої в Росії солі видобувалося в Криму. В даний час її виробляють тут мало, так як більш дешевим є видобуток на інших родовищах.
Нині йдеться про комплексне використання соляних ресурсів Криму. Дуже перспективно виробництво раниму гідроксиду магнію — вогнетривкої сировини для металургійної промисловості. Як побічний продукт при цьому виробництві отримують гіпс, який у обпеченому стані (алебастр) широко застосовують у будівництві. В даний час через опріснення ропи Сиваша водою, що надходить з рисових чеків і дренажних систем, зменшилася концентрація мінеральних солей.
Промислові запаси трепелів, на Керченському півострові зберігаються у селах Глазівка і Коренкова. Завдяки великій пористості трепели володіють високими адсорбуючими (поглинаючими) властивостями. Їх використовують для теплової та звукової ізоляції, для виробництва рідкого скла, як добавку до портландцементу і як фільтрувальний матеріал.
У Криму широко поширені глини цегельні і високосортні бентонітові. Родовища найкращих за якістю глин раннемелового періоду знаходяться в передгір'ї. Для виготовлення керамічних виробів їх видобувають в районах Балаклави, Сімферополя, Білогірська, Старого Криму, Феодосії.
Більш цінними для народного господарства є бентонітові глини, або кил. Він утворює в морській воді добре знежирює і легко змивається емульсію, і населення Криму здавна використовувало його для знежирення вовни та миття тканин в морській воді. В даний час кил використовують у металургійній промисловості, для приготування розчинів, застосовуваних при бурінні свердловин, як поглинач в хімічній промисловості. Його використовують для знебарвлення пально-мастильних матеріалів, рослинних олій, вина, фруктових соків, у фармацевтичній промисловості, в миловарінні, при виробництві штучних волокон, пластмас і т. д. Родовища найбільш високоякісних глин (кила) позднемелового періоду знаходяться у с. Українка (поблизу Сімферополя) і у м. Інкерман. На Керченському півострові поширені килоподібні глини, які перекривають шари залізних руд.

## Горючі корисні копалини
Горючі корисні копалини поділяють на рідкі (нафта), газоподібні (природні горючі гази) і тверді (вугілля та інші).
Виходи нафти в Криму з давніх часів були відомі на Керченському півострові. Перші ж свердловини були пробурені тут у 60-ті роки XIX ст. Обмежені обсяги нафти отримували в основному з Чокракського і Караганського відкладень неогенового періоду. Систематичні розвідки на нафту тут почалися в першій половині XX в. З усіх свердловин, що бурилися на нафту, зазвичай поступав і попутний природний газ.
У 1954 р. розвідувальні роботи були поширені і на рівнинний Крим. З ряду свердловин, що розкрили палеоценові пісковики на глибинах від 400 до 1000 м, у сіл Оленівки, Червоної Поляни, Глібівка, Задорного Чорноморського району вдарили фонтани газу дебітом від 37 до 200 м³ і більше на добу.
У 1962 і 1964 рр. були відкриті Джанкойське і Стрілківське (Арабатська стрілка) промислові родовища газу. Газоносними виявилися піскуваті прошарки в майкопських глинах, що залягають на глибинах від 300 до 1000 м.
1966 р. — важлива дата в історії промислового використання місцевого газу: завершено будівництво першого газопроводу від Глебовського промислу до Сімферополя, з відгалуженнями на Євпаторію і Саки. У наступні роки ставали до ладу газопроводи до Севастополю, Ялти та до інших міст. З будівництвом в 1976 р. газопроводу Красноперекопськ — Джанкой, Крим був підключений до Єдиної системи газопостачання країни.
У міру виснаження розвідданих сухопутних родовищ газу освоювалися морські — Стрілкове в Азовському морі і Голіцинське, Архангельське, Штормове в Каркинітській затоці Чорного моря. У 1983 р. завершено будівництво газопроводу від Голіцинського, а в 1994 р. — від Штормового родовищ до Глібовського промислу. Блакитне паливо за вперше спорудженому в Криму 73-кілометровому підводному трубопроводу, а потім ще 43 км по суші йде в квартири і на промислові підприємства.
Про те, що в Криму, зокрема в районі Балаклави, є кам'яне вугілля, вперше повідомив видатний вчений кінця XVIII-початку XIX ст. академік П. С. Паллас. Промислові ж поклади вугілля були виявлені в 1881 р. П. Давидовим в районі Бешу, у верхів'ях р. Качі.
Вугілля Бешуйского родовища утворює в среднеюрских сланцеватих глинах три пласта загальною потужністю до 3-3,5 м. Вугілля марки Г.
Якісні показники вугілля невисокі. Воно має велику зольність (від 14 до 55%), порівняно низьку питому теплоту згоряння (від 14,7 до 21,84 МДж/кг) і при горінні виділяє кіптяву.
Достовірні запаси Бешуйского родовища вугілля складають 150 тис. т, а можливі — до 2 млн т. З 1949 р. видобуток його припинено через нерентабельність. Крім цього родовища, незначні родовища вугілля зустрічаються в багатьох місцях гірського Криму.